# Estrada do Vinho do Sudoeste

Verbandsgemeinden do distrito de Südliche Weinstraße

A Estrada do Vinho do Sudoeste ou Rota do Vinho do Sudoeste (em alemão:  Südliche Weinstraße) é um distrito (kreis ou landkreis) da Alemanha localizado no estado da Renânia-Palatinado.

## História
Em 27 de maio de 1832, ocorreu no Castelo de Hambach o Festival de Hambach (Hambacher Fest), um evento que marca o início da democracia alemã. O distrito foi formado em 1969 pela união dos distritos de Landau e Bergzabern. No início, o nome do distrito era Landau-Bad Bergzabern, foi renomeado para Estrada do Vinho do Sudeste em 1978, devido à localização coincidir com a parte sudoeste da Estrada do Vinho da Alemanha.

## Cidades e municípios
| Verbandsgemeinden (associações municipais): | Verbandsgemeinden (associações municipais): | Verbandsgemeinden (associações municipais): |
| --- | --- | --- |
| - 1. Verbandsgemeinde Annweiler am Trifels 1. Albersweiler 2. Annweiler am Trifels1, 2 3. Dernbach 4. Eußerthal 5. Gossersweiler-Stein 6. Münchweiler am Klingbach 7. Ramberg 8. Rinnthal 9. Silz 10. Völkersweiler 11. Waldhambach 12. Waldrohrbach 13. Wernersberg - 2. Verbandsgemeinde Bad Bergzabern 1. Bad Bergzabern1, 2 2. Barbelroth 3. Birkenhördt 4. Böllenborn 5. Dierbach 6. Dörrenbach 7. Gleiszellen-Gleishorbach 8. Hergersweiler 9. Kapellen-Drusweiler 10. Kapsweyer 11. Klingenmünster 12. Niederhorbach 13. Niederotterbach 14. Oberhausen 15. Oberotterbach 16. Oberschlettenbach 17. Pleisweiler-Oberhofen 18. Schweigen-Rechtenbach 19. Schweighofen 20. Steinfeld 21. Vorderweidenthal | - 3. Verbandsgemeinde Edenkoben 1. Altdorf 2. Böbingen 3. Burrweiler 4. Edenkoben1, 2 5. Edesheim 6. Flemlingen 7. Freimersheim 8. Gleisweiler 9. Gommersheim 10. Großfischlingen 11. Hainfeld 12. Kleinfischlingen 13. Rhodt unter Rietburg 14. Roschbach 15. Venningen 16. Weyher in der Pfalz - 4. Herxheim 1. Herxheim bei Landau/Pfalz¹ 2. Herxheimweyher 3. Insheim 4. Rohrbach | - 5. Verbandsgemeinde Landau-Land [sede: Landau in der Pfalz] 1. Billigheim-Ingenheim 2. Birkweiler 3. Böchingen 4. Eschbach 5. Frankweiler 6. Göcklingen 7. Heuchelheim-Klingen 8. Ilbesheim bei Landau in der Pfalz 9. Impflingen 10. Knöringen 11. Leinsweiler 12. Ranschbach 13. Siebeldingen 14. Walsheim - 6. Verbandsgemeinde Maikammer 1. Kirrweiler 2. Maikammer¹ 3. Sankt Martin - 7. Verbandsgemeinde Offenbach an der Queich 1. Bornheim 2. Essingen 3. Hochstadt 4. Offenbach an der Queich¹ |
| ¹sede do Verbandsgemeinde; ²cidade | | |